# 戴文賽
戴文赛（1911年12月19日—1979年4月30日），男，福建龙溪人，中国天文学家。

## 生平
1911年12月19日生于福建龙溪（今龍海市）。1933岁毕业于福建協和大學数理系, 留校任教.1937年考取中英庚款留学生，赴英国剑桥大学学习天體物理, 师从著名天文学家亚瑟·爱丁顿。1940年以《特殊恒星光谱的分光光度研究》获得博士学位。
1941年回国，历任中央研究院天文研究所研究员、燕京大学教授、北京大学教授、南京大学教授。1954年任南京大学数学天文学系副系主任，1962年任该校天文系系主任。致力于天文學教育和太阳系演化学的研究，1979年出版专著《太阳系演化学(上册)》。
1979年4月30日因癌症在南京去世。

## 身后
藏书分别捐赠给南京大学天文系和北京师范大学天文系。

## 弟子
有学生杨海寿。

## 著作
- 《星空巡礼》上海西风社, 1947
- 《天象漫谈》文通书局，1948
- 《太阳和太阳系》商务印书馆，1951
- 《天体的演化》科学出版社，1977
- 《太阳系演化学(上册)》上海科学技术出版社，1979

1954年和席泽宗合译了苏联阿米巴楚米扬等人的《理论天体物理学》